# 広島呉道路
広島呉道路（ひろしまくれどうろ、英語: HIROSHIMA-KURE ROAD）は、広島県広島市南区から広島県呉市に至る地域高規格道路（一般国道31号バイパス）である。クレアラインの愛称の他、広呉道の略称を持つ。西日本高速道路が一般有料道路として管理している。自動車専用道路であるため、125 cc以下の自動二輪車・原動機付自転車などは通行不可。
高速道路ナンバリングによる路線番号は、「E31」が割り振られている。

## 概要
- 本線：Google マップ
- 起点：広島市南区仁保沖町[3]
- 終点：呉市西中央五丁目[3]
- 全長：15.9 km[3]
- 車線数
  - 仁保JCT - 坂北IC：4車線（制限速度：60 km/h）（ただし全通前〈仁保IC - 坂IC時代〉は、制限速度：70 km/hであった）
  - 坂北IC - 呉IC：暫定2車線[4]（制限速度：60 km/h）
- 償還完了予定：2020年11月28日[5]。
2019年6月30日になる協定変更[6]。
- 償還完了予定の52年延期

2019年3月29日、財政投融資による4車線化の決定によって全国路線網に編入。償還完了により無料化するまで残り約2年であったが、全国路線網への編入の結果、約52年後の2072年3月22日に延期。

## 歴史
- 1970年（昭和45年）8月28日 : 1期工事開始[9]
- 1971年（昭和46年）11月15日 : 2期工事開始[10]
- 1974年（昭和49年）
  - 5月15日 : 1期工事終了[11]
  - 5月29日 : 仁保IC - 坂IC開通、回数券販売開始[12]
- 1989年（平成元年）4月20日 : 天応IC - 呉IC開通[13]
- 1996年（平成8年）8月30日 : 全線開通[14]、坂ICを坂北ICに、天応ICを天応東ICに改称
- 1998年（平成10年）3月19日 : 工事終了[15]
- 2008年（平成20年）
  - 8月31日 : 回数券の販売終了
  - 9月1日 : ETCレーン供用開始[16]
- 2009年（平成21年）1月31日 : 回数券の利用終了
- 2010年（平成22年）
  - 4月26日 : 広島高速2号線仁保出入口供用開始に伴い、仁保IC廃止
  - 6月28日 : 高速道路無料化実験路線指定により通行料金無料となる（2011年6月20日から一時休止）。
- 2018年（平成30年）
  - 7月6日 : 平成30年7月豪雨のため、坂南IC - 天応西IC間の法面が崩落しその弾みで道路が流出するなど全線にわたり被災。事前に全線で通行止めとなっていたため、被害車両はなし。
  - 7月13日 : 仁保IC - 坂北IC間の通行止めが解除される[17]。
  - 7月17日 : 通行止め区間の中で被害が小さかった天応西IC - 呉IC間で、JR呉線代行バス[18]と「広島〜呉間災害時臨時輸送バス」[19]を通行させる「災害時BRT」を導入[20]。
  - 9月27日 : 15時をもって坂北IC - 呉IC間の通行止めが解除となり、全線で通行再開。また、通行止め解除をもって「災害時BRT」は終了[21]。
- 2019年（平成31年）
  - 3月29日：坂北IC - 呉IC間の4車線化について国土交通省より事業許可を受ける[22]。
- 2021年（令和3年）
  - 7月18日：坂北IC - 呉IC間の4車線化事業の着工式を呉ポートピアパークで挙行[注 1]。

## インターチェンジなど
- 全区間広島県内に所在。
- IC番号欄の背景色が■である部分については道路が供用済みの区間を示している。また、施設名欄の背景色が■である部分は施設が供用されていない、または完成していないことを示す。未開通区間の名称は仮称。
- 各施設の位置は上り線と下り線で異なることがあるので留意のこと。
- （数字）は、他路線の番号。<数字>は、予定番号。
- 英略字は以下の項目を示す。
IC：インターチェンジ、JCT：ジャンクション、SA：サービスエリア、TB：本線料金所、BS：バスストップ、TN：トンネル、BR：橋

| IC 番号 | 施設名          | 接続路線名                           | 仁保から (km) | BS | 備考                                                                                         | 所在地      | 所在地 |
| ------- | --------------- | ------------------------------------ | ------------- | -- | -------------------------------------------------------------------------------------------- | ----------- | ------ |
| 1       | 仁保IC          | 県道86号翠町仁保線                   | 0.0           |    | 広島高速2号線・仁保出入口供用に伴い廃止                                                      | 広島市 南区 |        |
| 1-1     | 仁保JCT         | 広島高速3号線 広島高速2号線 海田大橋 | 0.5           |    | 海田大橋→広島呉道路呉方面、広島呉道路広島方面→海田大橋各方面は通行不可 キロポストは0.2KPから | 広島市 南区 |        |
| -       | 広島大橋        | -                                    |               |    |                                                                                              | 広島市 南区 |        |
| -       | 坂PA/坂TB       | -                                    | 2.3           |    | 坂PAは、広島方面のみ停車可                                                                   | 安芸郡 坂町 |        |
| -       | 横浜TN          | -                                    |               |    | 上り線延長270 m 下り線延長304 m                                                              | 安芸郡 坂町 |        |
| 2-1     | 坂北IC          | 国道31号                             | 3.4           |    | 広島方面入口、呉方面出口のみ。                                                               | 安芸郡 坂町 |        |
| 2-2     | 坂南IC          | 国道31号                             | 4.3           |    | 呉方面入口、広島方面出口のみ。                                                               | 安芸郡 坂町 |        |
| -       | 小屋浦TN        | -                                    |               |    | 延長651 m                                                                                    | 安芸郡 坂町 |        |
| -       | 天応TN          | -                                    |               |    | 延長311 m                                                                                    | 安芸郡 坂町 |        |
| 3-1     | 天応西IC        | 国道31号 県道66号呉環状線            | 9.6           |    | 広島方面入口、呉方面出口のみ                                                                 | 呉市        |        |
| 3-2     | 天応東IC/天応TB | 国道31号 県道66号呉環状線            | 10.8          |    | 呉方面入口、広島方面出口のみ。                                                               | 呉市        |        |
| -       | 吉浦TN          | -                                    |               |    | 延長678 m                                                                                    | 呉市        |        |
| -       | 呉TN            | -                                    |               |    | 延長2,381 m                                                                                  | 呉市        |        |
| 4       | 呉IC            | 呉市道                               | 15.9          |    | 呉市道を介して国道31号、国道185号に接続。呉駅近く。                                          | 呉市        |        |

## 通行料金
下表は定価料金である。
| 料金所   | 料金区間          | 軽自動車等 | 普通車 | 中型車 | 大型車  | 特大車  |
| -------- | ----------------- | ---------- | ------ | ------ | ------- | ------- |
| 坂本線   | 仁保 - 坂北・坂南 | 150円      | 200円  | 250円  | 350円   | 600円   |
| 天応本線 | 坂北・坂南 - 呉   | 550円      | 700円  | 700円  | 1,050円 | 1,900円 |
| 天応西   | 坂南 - 天応西     | 300円      | 350円  | 350円  | 550円   | 950円   |
| 天応東   | 天応東 - 呉       | 300円      | 350円  | 350円  | 550円   | 950円   |

- 通行料金は区間制を採用しているが、通行券は発行せず、一律の料金を収受する単純支払い方式である。途中に設置されているインターチェンジは全てハーフインターチェンジで、これを本線料金所で挟むことによって、通行区間の料金のみ収受出来るためである。全線利用の場合、坂本線料金所と天応本線料金所の2ヶ所での支払いとなる。
- 広島呉道路と仁保方面のアクセスは、それまでの仁保IC（廃止）に代わり、広島高速2号線・仁保出入口 - 仁保JCT経由で出入りすることとなった。この場合、広島高速2号線『仁保出入口 - 仁保JCT』間の料金は発生しない。
- 2010年6月28日から、当初は翌年3月末までの予定で無料化社会実験を実施していた。期間は当初予定より延期されたが、東日本大震災の影響で2011年6月19日で一時休止になっている[25]。

### ETC割引
2008年9月1日のETCレーン運用開始に伴い、以下の割引が開始された。
- 深夜割引（0時 - 4時、30%引き）
- マイレージ割引

通勤割引は、2009年3月28日から導入された。広島呉道路内を途中流出せずに連続利用する場合や、山陽自動車道と乗り継ぐ場合は、回数制限の特例がある。同時に、深夜割引の割引率拡充（30%→50%）および下記の割引が開始された。
- 平日昼間割引
- 平日夜間割引
- 休日特別割引

休日特別割引については、導入当初は他の道路との乗継特例がなかったため50%引きのみであったが、広島高速2号線開通により2010年4月29日から乗継特例が開始され、山陽自動車道と合算して上限1,000円になる（山陽道側の指定料金所が都市高速広島東料金所であるため、一般道経由の場合は対象外。広島高速の料金は別途必要。）。

## 道路管理者
- 西日本高速道路中国支社
  - 広島高速道路事務所 : 全線

## 交通量
24時間交通量（台） 道路交通センサス
| 区間                | 平成17（2005）年度 | 平成22（2010）年度 | 平成27（2015）年度 |
| ------------------- | ------------------ | ------------------ | ------------------ |
| 仁保JCT - 坂北IC    | 20,582             | 33,896             | 17,978             |
| 坂北IC - 坂南IC     | 8,505              | 23,180             | 12,306             |
| 坂南IC - 天応西IC   | 9,400              | 28,299             | 13,305             |
| 天応西IC - 天応東IC | 8,729              | 24,281             | 12,169             |
| 天応東IC - 呉IC     | 8,899              | 25,777             | 13,008             |

（出典：「平成22年度道路交通センサス」・「平成27年度全国道路・街路交通情勢調査」（国土交通省ホームページ）より一部データを抜粋して作成）
- 平成22年度の調査期間中において全線では、高速道路無料化社会実験が行われていた。

- 令和2年度に実施予定だった交通量調査は、新型コロナウイルスの影響で延期された[26]。